# L (浜崎あゆみのシングル)
「L」（エル）は、日本の歌手・浜崎あゆみの50thシングル。2010年9月29日にavex traxより発売。タイトル『L』はロゴ表記。

## 解説
本作、50thシングルに向けた3作連続リリースの第3弾シングルであり、2003年7月発売の29thシングル「&」以来7年ぶりとなる表題曲が存在しないトリプルA面マキシシングル。オリコンチャートにおけるシングルのタイトル表記は『L（Virgin Road/Sweet Season/Last angel）』である。前作の発売日から1週間後に発売し、シングルとしては、自身最短のリリース間隔となる。
「CD+DVD」2形態、「CDのみ」2形態の計4形態。4形態の違いは、ジャケット、CDの収録内容の違い等（次項参照）。
「Last angel」のビテオクリップは本シングルには収録されず、同年発売のアルバム『Love songs』の付属DVDに収録されている。
オリコン週間シングルチャートで初登場1位を獲得し、自身の連続首位記録は25作連続となり、松田聖子（24作連続）の「連続首位獲得作品数」の女性アーティスト部門、ソロアーティスト部門の記録を22年0か月ぶりに更新した。
また、1週間前に発売された前作でも初登場1位を獲得しており、2週連続首位を獲得した。女性アーティストによる異なる楽曲での2週連続首位は、1999年8月16日付、8月23日付で自身が記録した「Boys & Girls」と「A」以来11年2か月ぶりである。また、この曲による1位達成で首位通算週数が51週となり、松田聖子（50週）の「首位通算週数」のソロ部門の記録を14年5か月ぶりに更新した。
初登場1位、累計売上は9.5万枚。
本作で同年の「NHK紅白歌合戦」に12回目の出場を果たした。

## 収録曲
全曲作詞：ayumi hamasaki 

### CD＋DVD (AVCD-31936/B)
CD
1. Virgin Road "Original mix" [5:55]
作曲：Tetsuya Komuro / 編曲：Yuta Nakano
music.jp TV-CFソング
2. Sweet Season "Original mix" [5:05]
作曲：Noriyuki Makihara / 編曲：Shingo Kobayashi
ミリオンセラーマガジン『sweet』CMソング
3. Last angel "Original mix" [5:41]
作曲：Tetsuya Komuro / 編曲：CMJK
4. Virgin Road "Original mix -Instrumental-" [5:52]
5. Sweet Season "Original mix -Instrumental-" [5:02]
6. Last angel "Original mix -Instrumental-" [5:42]

DVD
1. Virgin Road (video clip)
2. Sweet Season (video clip)
3. Virgin Road (making clip)

### CD＋DVD (AVCD-31937)
CD
1. Sweet Season "Original mix" [5:05]
2. Virgin Road "Original mix" [5:55]
3. Last angel "Original mix" [5:41]
4. Sweet Season "Original mix -Instrumental-" [5:02]
5. Virgin Road "Original mix -Instrumental-" [5:52]
6. Last angel "Original mix -Instrumental-" [5:41]

DVD
1. Sweet Season (video clip)
2. Virgin Road (video clip)
3. Sweet Season (making clip)

### CDのみ (AVCD-31938)
1. Last angel "Original mix" [5:41]
2. Virgin Road "Original mix" [5:55]
3. Sweet Season "Original mix" [5:05]
4. crossroad "Orchestra version" [5:39]
編曲：Yuta Nakano
5. SEVEN DAYS WAR "Orchestra version" [5:24]
編曲：Yuta Nakano
6. Last angel "Original mix -Instrumental-" [5:41]
7. Virgin Road "Original mix -Instrumental-" [5:52]
8. Sweet Season "Original mix -Instrumental-" [5:02]

### CDのみ (AVCD-31939)
1. SEVEN DAYS WAR "TK Acoustic Piano version" [5:14]
編曲：Tetsuya Komuro
2. Virgin Road "Original mix" [5:55]
3. Sweet Season "Original mix" [5:05]
4. Last angel "Original mix" [5:41]
5. Virgin Road "Original mix -Instrumental-" [5:52]
6. Sweet Season "Original mix -Instrumental-" [5:02]
7. Last angel "Original mix -Instrumental-" [5:41]

## 収録アルバム
- Virgin Road
  - 『Love songs』
  - 『A BALLADS 2』
- Sweet Season
  - 『Love songs』
- Last angel
  - 『Love songs』

## 収録ライブ映像
- Virgin Road
  - 『ayumi hamasaki Rock'n'Roll Circus Tour FINAL 〜7days Special〜』
    - 『A 50 SINGLES 〜LIVE SELECTION〜』
    - 『A BALLADS 2』

  - 『ayumi hamasaki COUNTDOWN LIVE 2010-2011 A 〜do it again〜』
  - 『ayumi hamasaki Just the beginning -20- TOUR 2017 2017.7.17 Osaka-Jo Hall』(TROUBLE)
  - 『第61回NHK紅白歌合戦』(A BALLADS 2)
- Sweet Season
  - 『ayumi hamasaki Rock'n'Roll Circus Tour FINAL 〜7days Special〜』
- Last angel
  - 『ayumi hamasaki Rock'n'Roll Circus Tour FINAL 〜7days Special〜』
  - 『ayumi hamasaki COUNTDOWN LIVE 2010-2011 A 〜do it again〜』
  - 『a-nation for Life  BEST HIT LIVE』
  - 『ayumi hamasaki PREMIUM LIMITED LIVE A 〜夏ノトラブル〜』(ayumi hamasaki BEST LIVE BOX A)
  - 『ayumi hamasaki  COUNTDOWN LIVE 2016-2017 A『Just the beginning -20-』』(ayumi hamasaki UNRELEASED LIVE BOX A)